# 普世歡騰樂滿城
《普世歡騰樂滿城》（英語：Nashville）是1975年美國的一部諷刺式喜劇劇情音樂電影，由勞勃·阿特曼導演。電影描繪了當時在纳什维尔的乡村音乐及福音音乐界的不同人與物。
此片得到了很高的評價，選入了AFI百年百大電影之列。